# یواس‌اس سایتا (ای‌تی‌ای-۲۰۵)
یواس‌اس سایتا (ای‌تی‌ای-۲۰۵) انگلیسی: USS Sciota (ATA-205)) یک کشتی است که طول آن ۱۴۳ فوت (۴۴ متر) می‌باشد. این کشتی در سال ۱۹۴۴ ساخته شد.